# Gary Gannon
Gary Gannon es un ingeniero estadounidense. Actualmente es el ingeniero de carrera de Lance Stroll en el equipo Aston Martin en Fórmula 1.

## Carrera
Gannon se graduó como ingeniero mecánico en la Universidad de Cornell. Posteriormente, comenzó a trabajar para el fabricante japonés Honda y su división de automovilismo. El departamento estaba trabajando en las series Champ Car e Indycar Series en los Estados Unidos. Pasó más de una década en Honda. En 2009, Gannon se mudó al Reino Unido y comenzó a trabajar para Wirth Research, una de las empresas originales detrás del equipo de F1 que se convirtió en Virgin Racing, Marussia F1 Team y Manor Racing. Al año siguiente, Wirth Research y el equipo de F1 se separaron, pero Gannon pasó a ser contratado directamente por el equipo de F1. Durante la época en que el equipo de F1 se llamaba Marussia, fue ingeniero de carrera de Max Chilton. En 2014, se supo que Haas F1 Team se uniría a la F1 y Gannon quería trabajar para un equipo de F1 estadounidense. Se puso en contacto con el director, Günther Steiner, para hablar sobre un posible puesto. La reunión fue un éxito y Gannon comenzó a trabajar en marzo de 2015. Allí trabajó como ingeniero de carrera junto a Romain Grosjean, Kevin Magnussen y Mick Schumacher. En 2023 y 2024 trabajo con Nico Hülkenberg en el equipo.
En enero de 2025, Gannon dejó Haas para pasar a Aston Martin para trabajar como ingeniero de Lance Stroll.